# Telekamery 2020
Telekamery 2020 – nagrody i nominacje dwudziestego trzeciego plebiscytu Telekamery „Tele Tygodnia” za rok 2019 dla postaci i wydarzeń telewizyjnych. Nominacje ogłoszono 2 grudnia 2019. Nagrody zostały przyznane w 11 kategoriach podczas gali, która odbyła się 3 lutego 2020 w Teatrze Polskim w Warszawie. Galę wyemitowała TV Puls (była to pierwsza po trzech latach przerwy transmisja telewizyjna tej gali; w latach 2017–2019 można było tę galę zobaczyć tylko w internecie).

## Nagrody i nominacje
Opracowano na podstawie materiału źródłowego.

### Aktorka

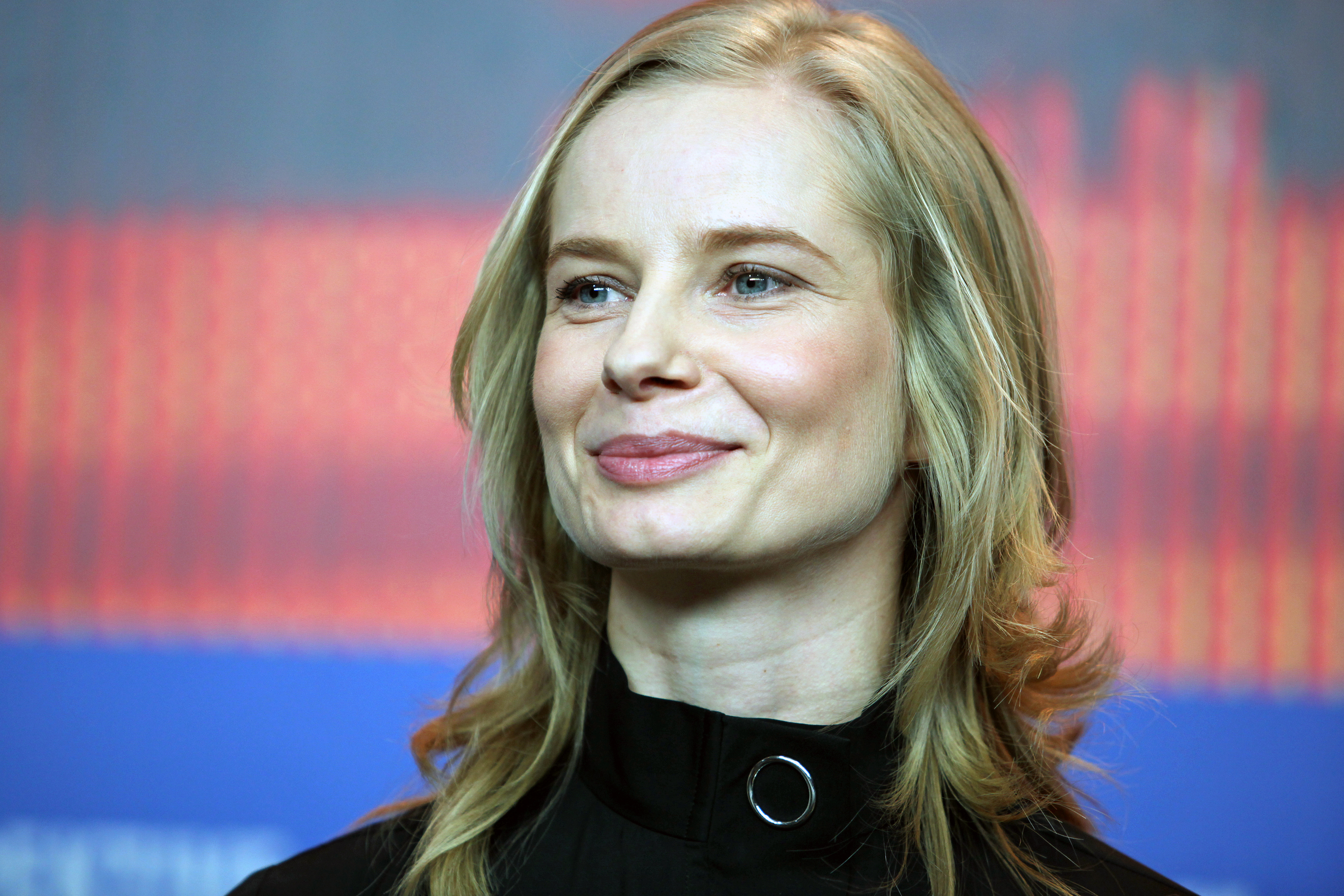
Magdalena Cielecka
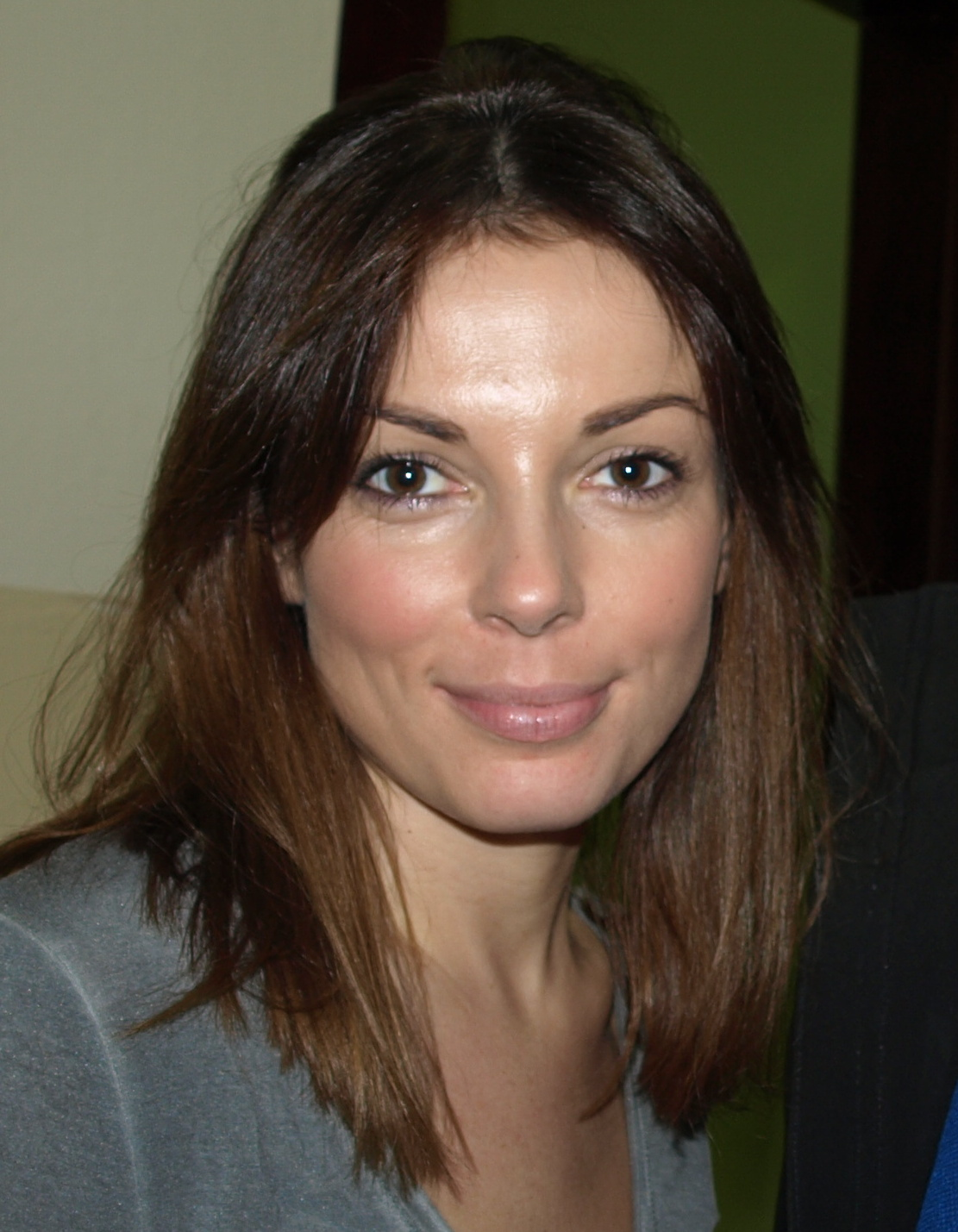
Katarzyna Glinka
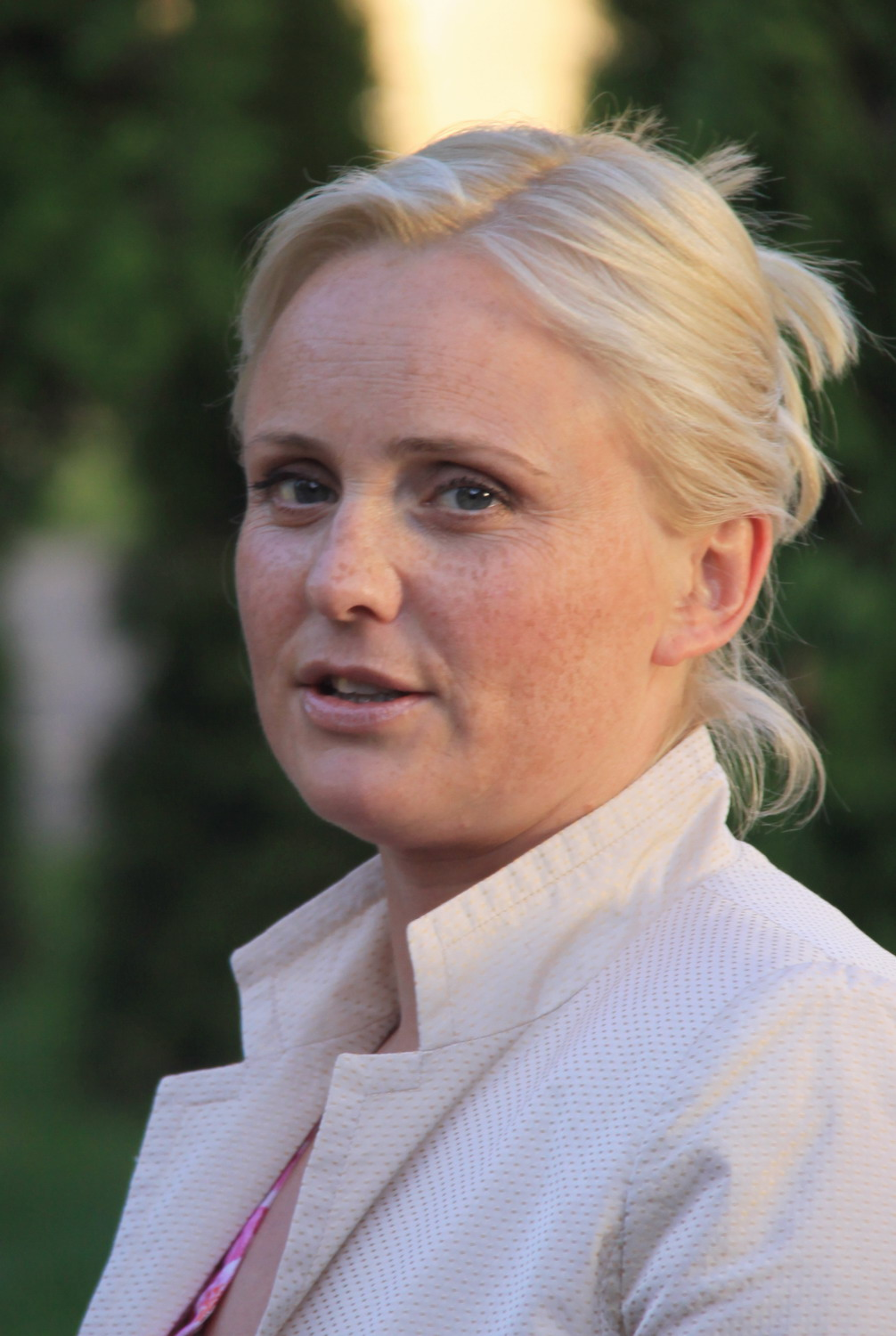
Kinga Preis
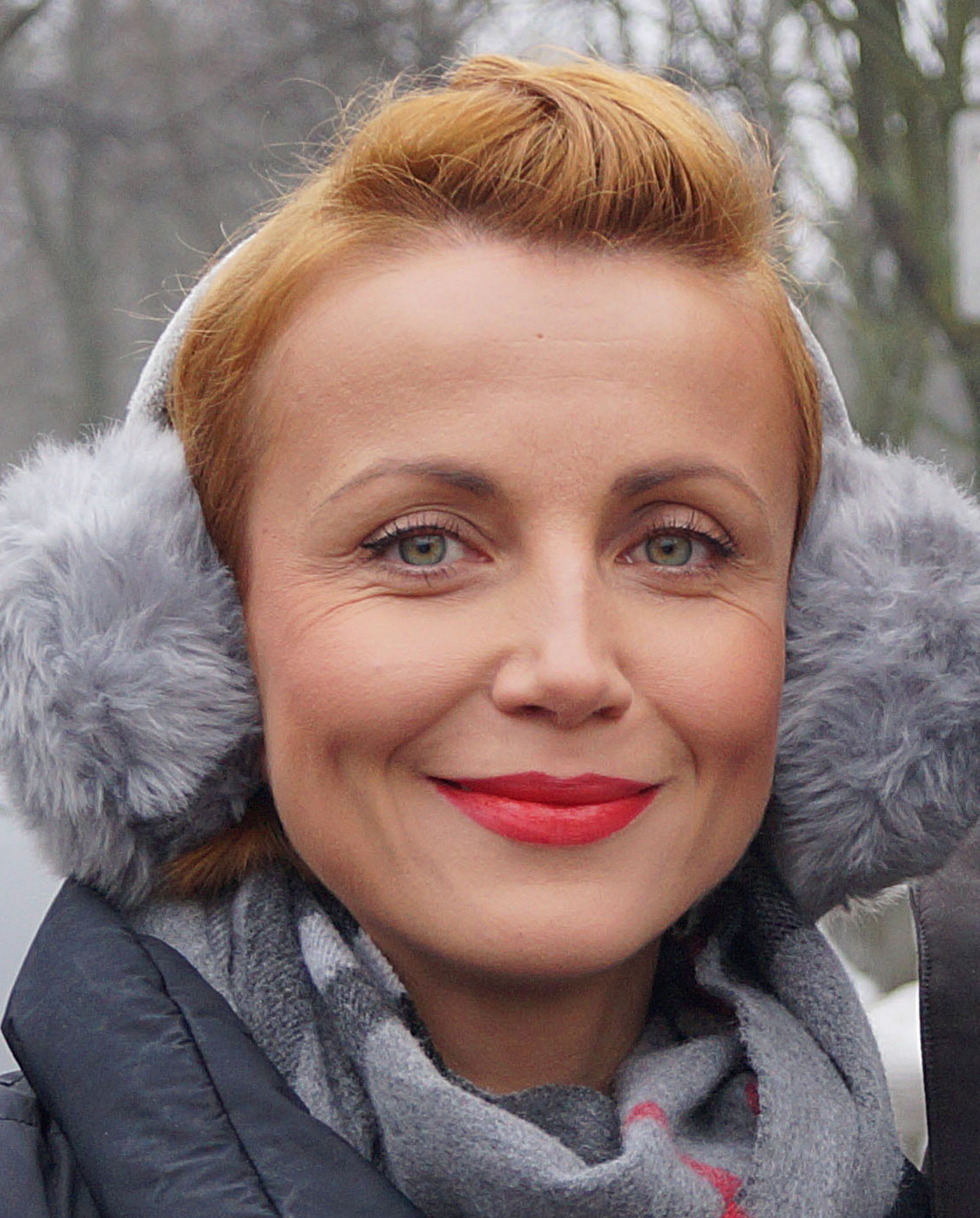
Katarzyna Zielińska
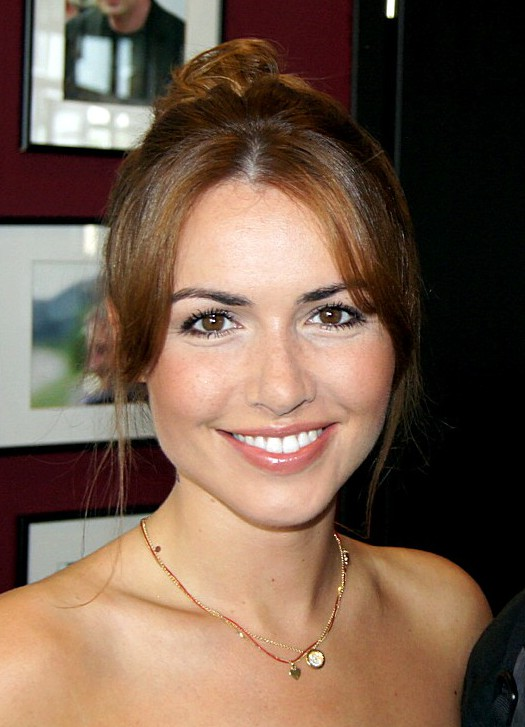
Marta Żmuda Trzebiatowska

- Magdalena Cielecka
- Katarzyna Glinka
- Kinga Preis
- Katarzyna Zielińska
- Marta Żmuda Trzebiatowska

### Aktor

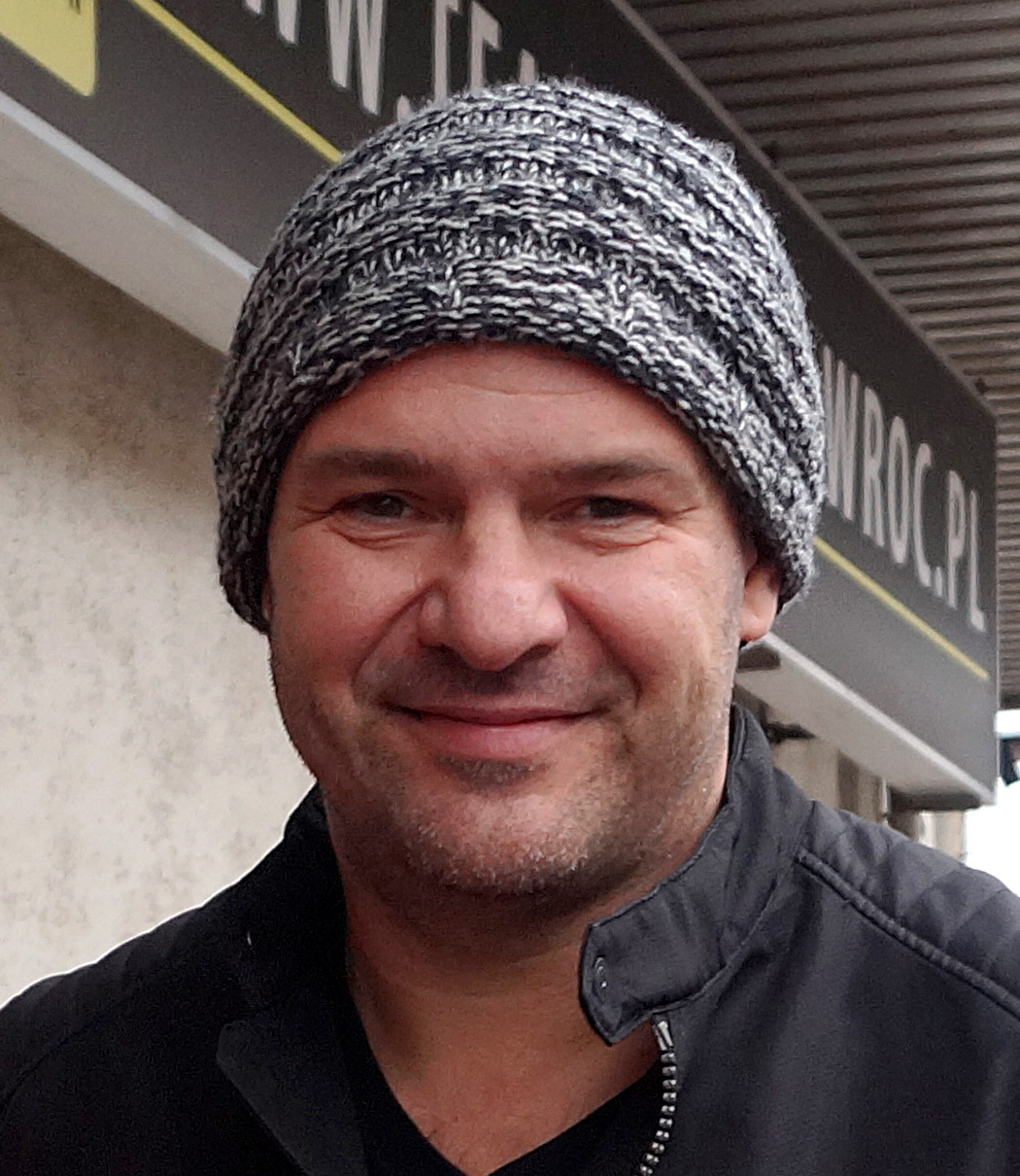
Tomasz Karolak
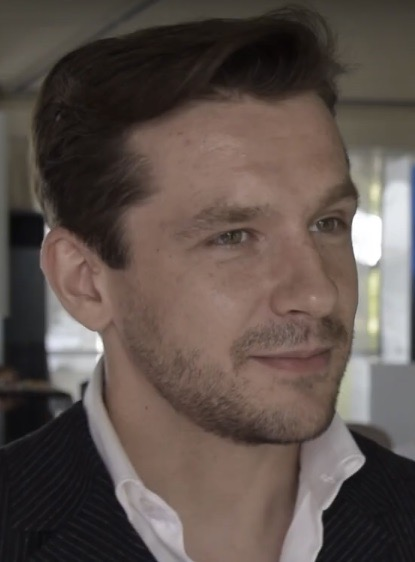
Jacek Knap
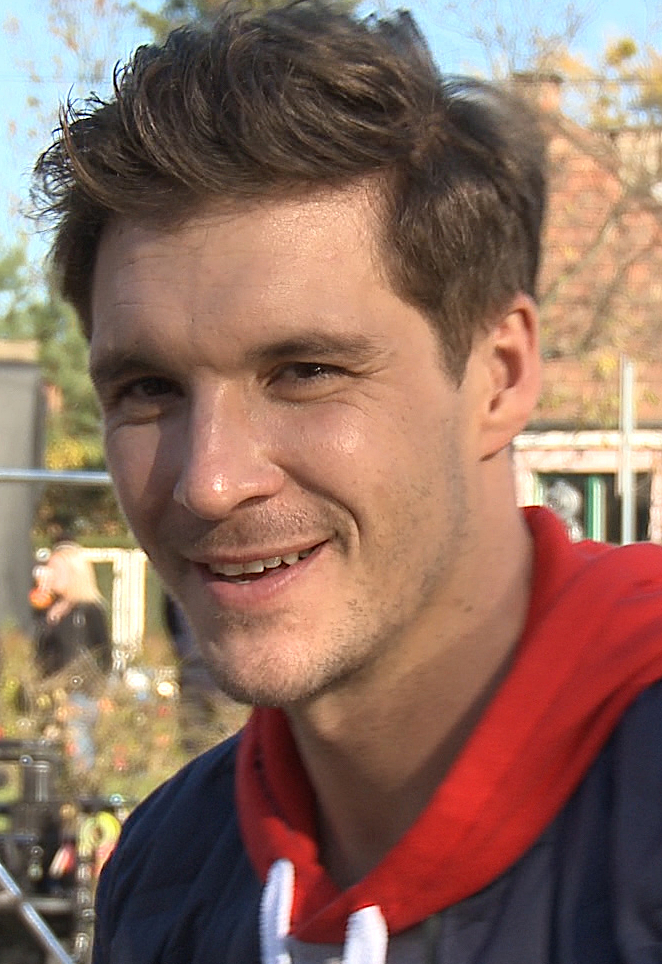
Mikołaj Roznerski
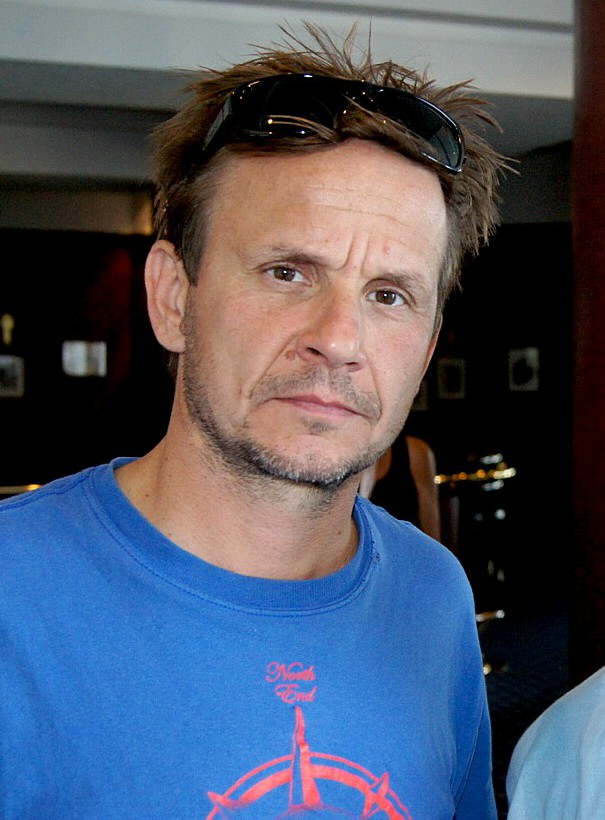
Bartłomiej Topa
Jan Wieczorkowski

- Tomasz Karolak
- Jacek Knap
- Mikołaj Roznerski
- Bartłomiej Topa
- Jan Wieczorkowski

### Serial
- 39 i pół tygodnia
- Stulecie Winnych
- Wojenne dziewczyny

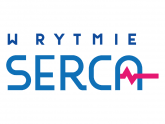
W rytmie serca
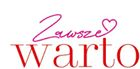
Zawsze warto

- W rytmie serca
- Zawsze warto

### Osobowość telewizyjna

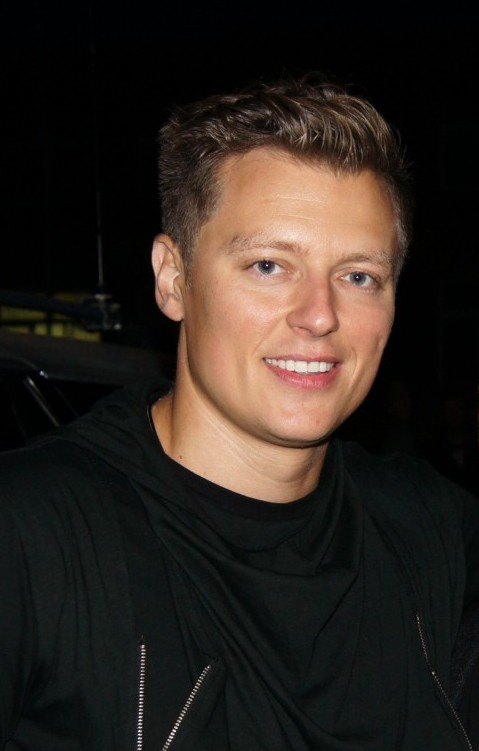
Rafał Brzozowski
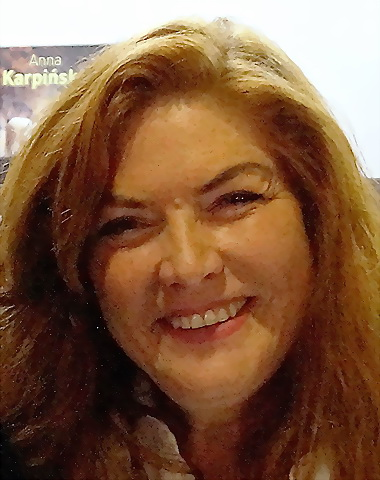
Katarzyna Dowbor
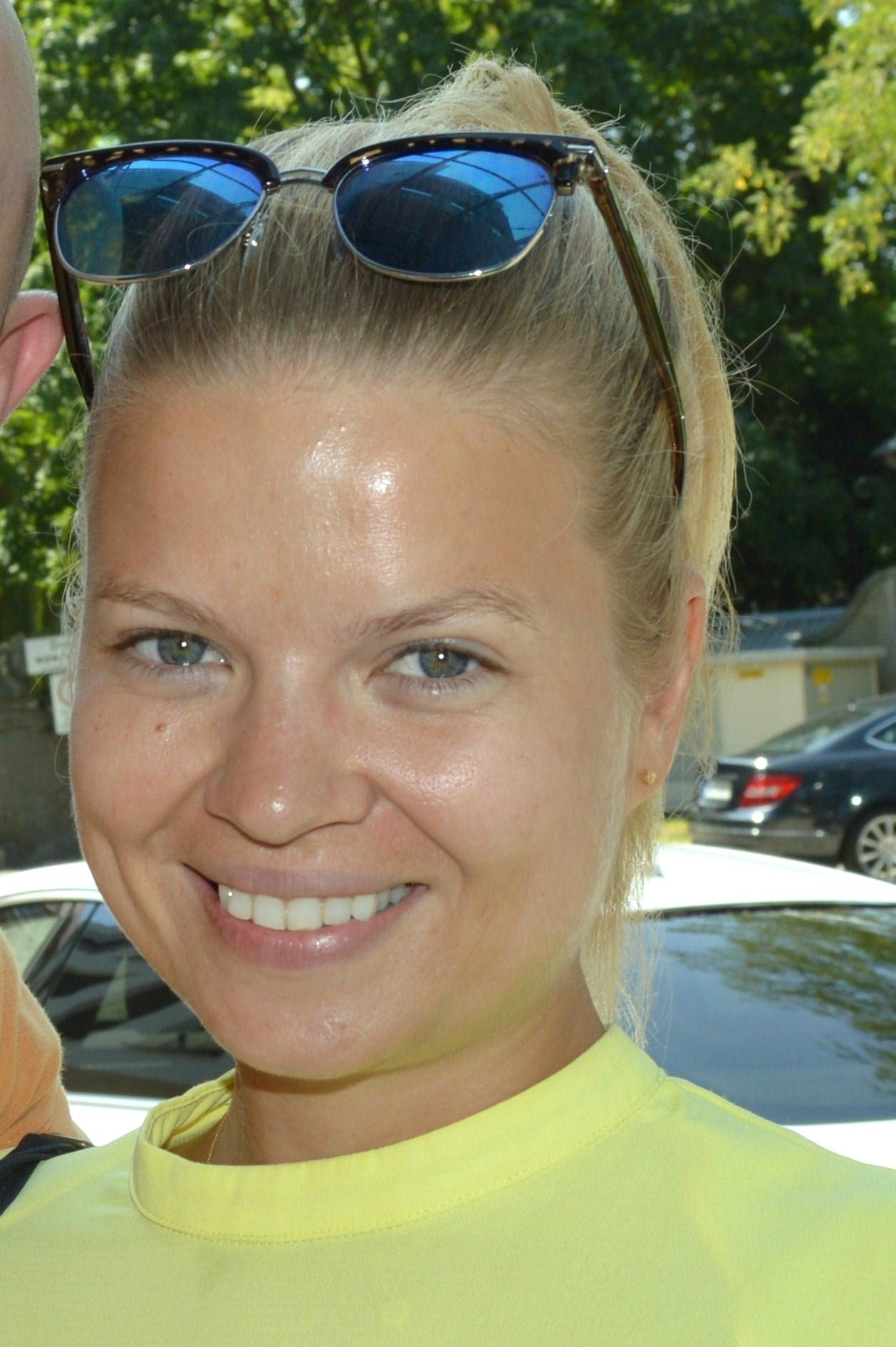
Marta Manowska
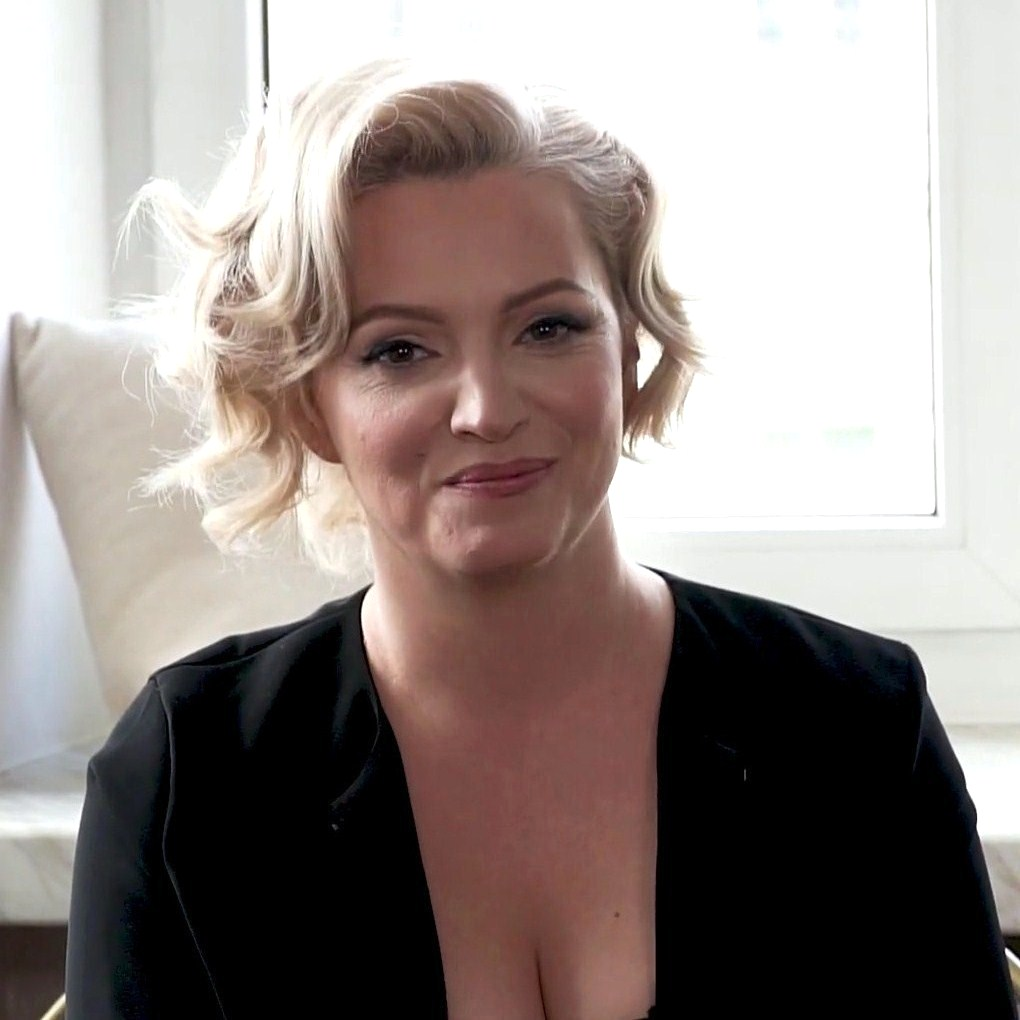
Dorota Szelągowska
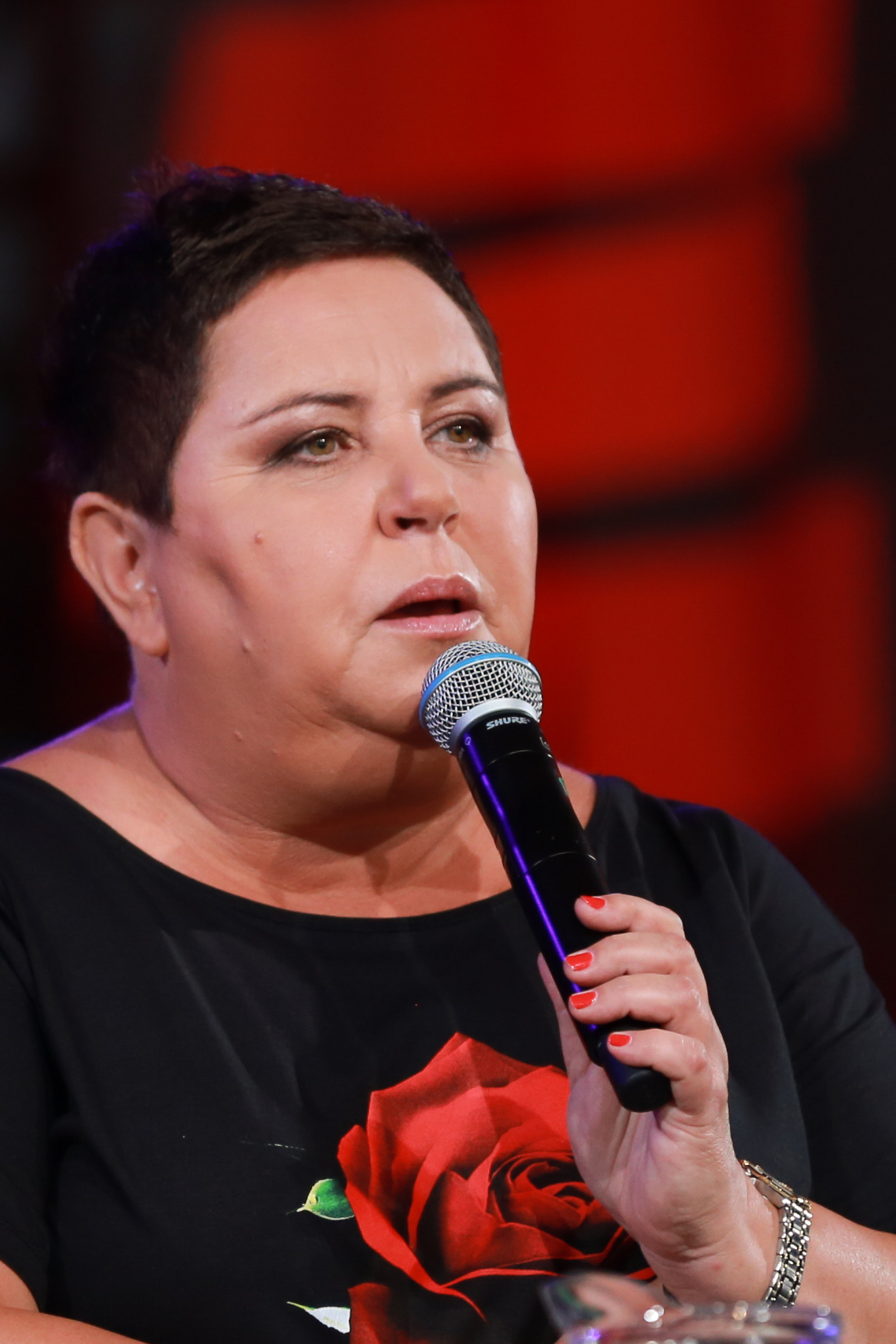
Dorota Wellman

- Rafał Brzozowski
- Katarzyna Dowbor
- Marta Manowska
- Dorota Szelągowska
- Dorota Wellman

### Prezenter informacji

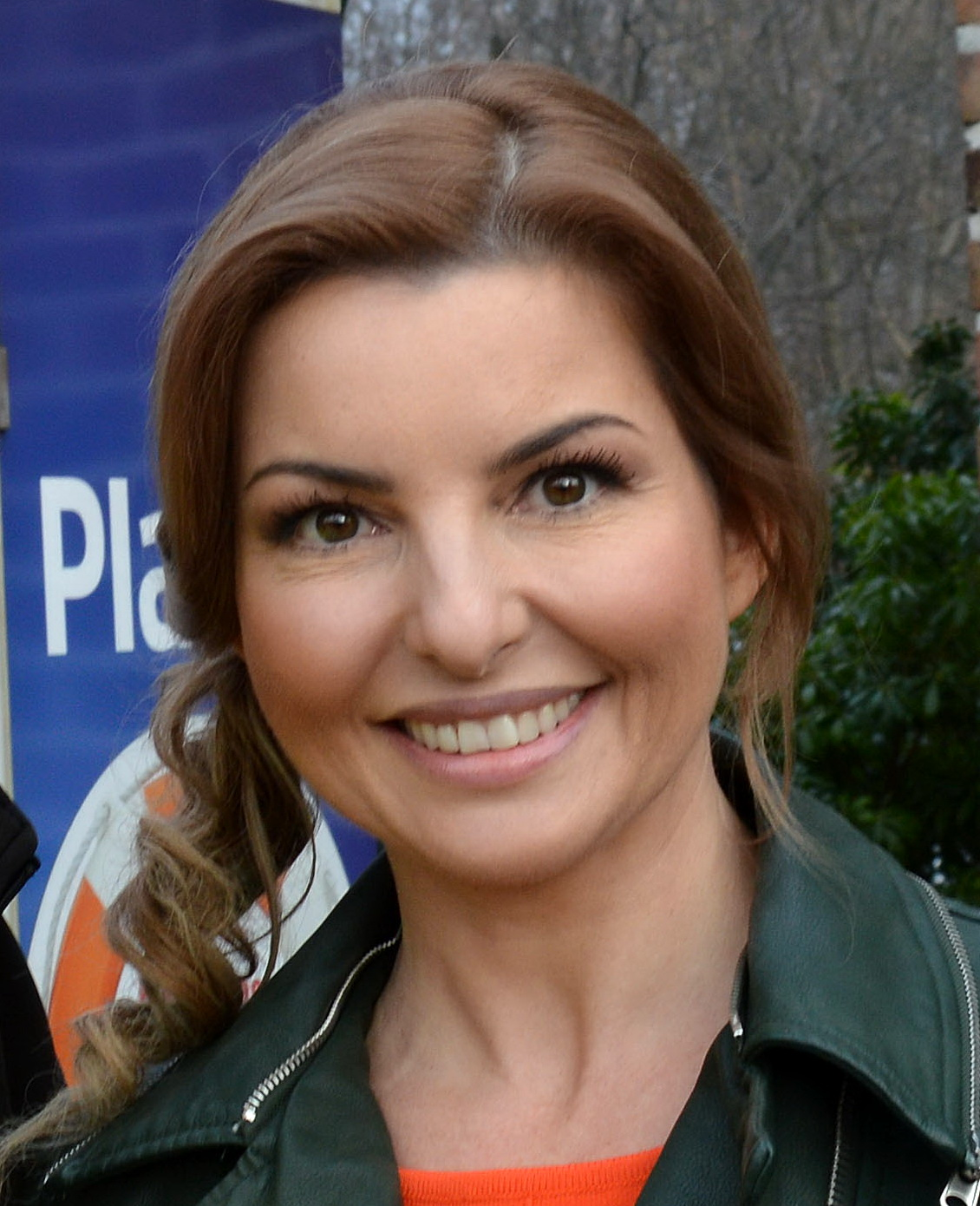
Beata Chmielowska-Olech
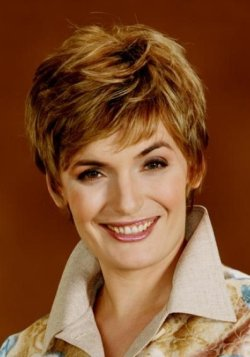
Dorota Gawryluk
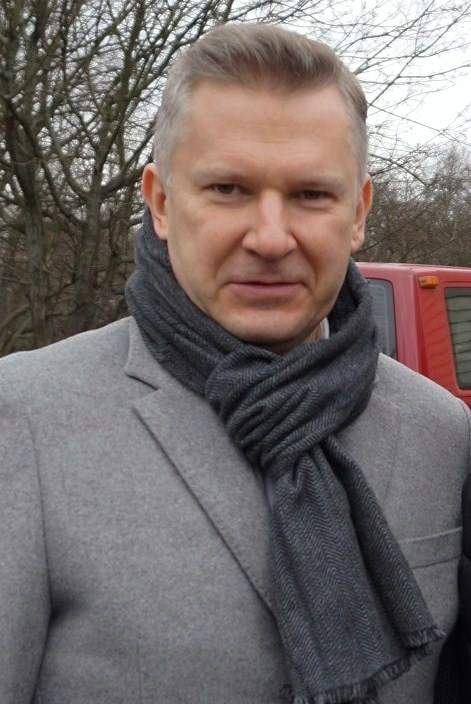
Grzegorz Kajdanowicz
- Diana Rudnik
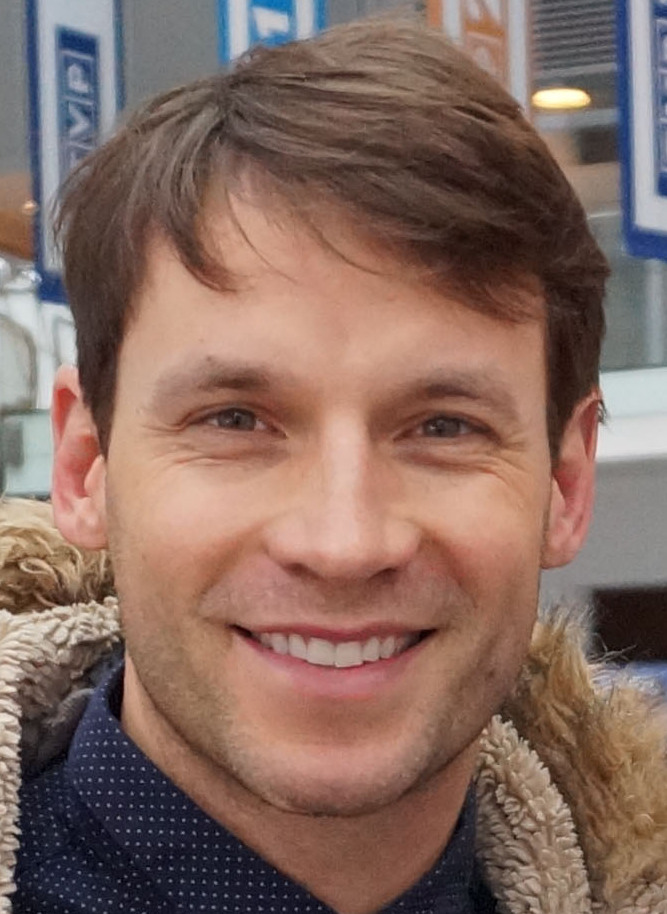
Tomasz Wolny

- Beata Chmielowska-Olech
- Dorota Gawryluk
- Grzegorz Kajdanowicz
- Tomasz Wolny

### Prezenter pogody
- Agnieszka Dziekan

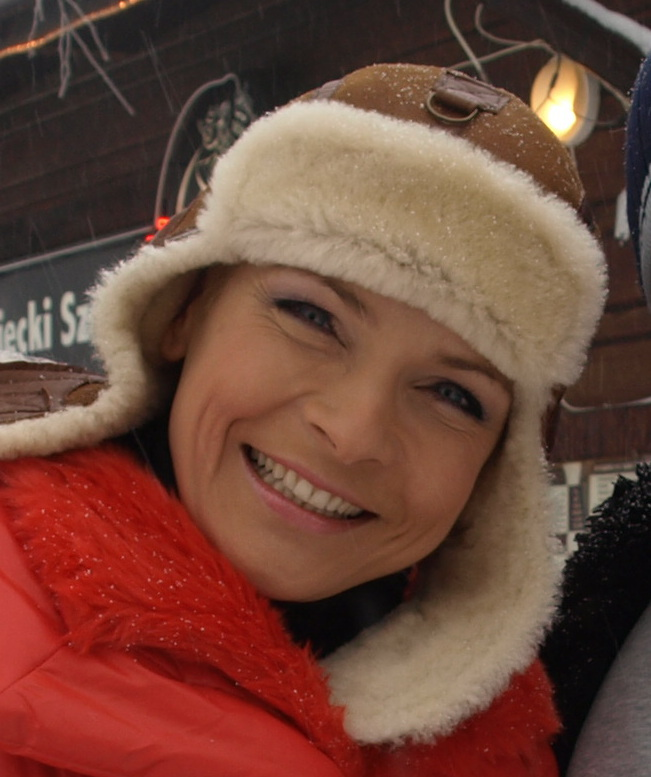
Aleksandra Kostka
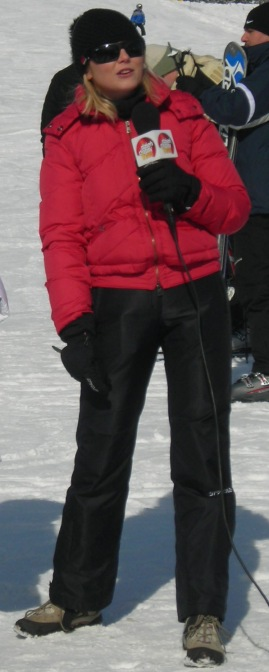
Maja Popielarska
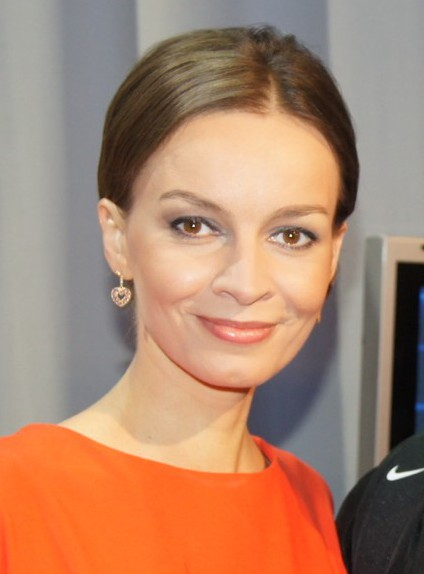
Marzena Słupkowska
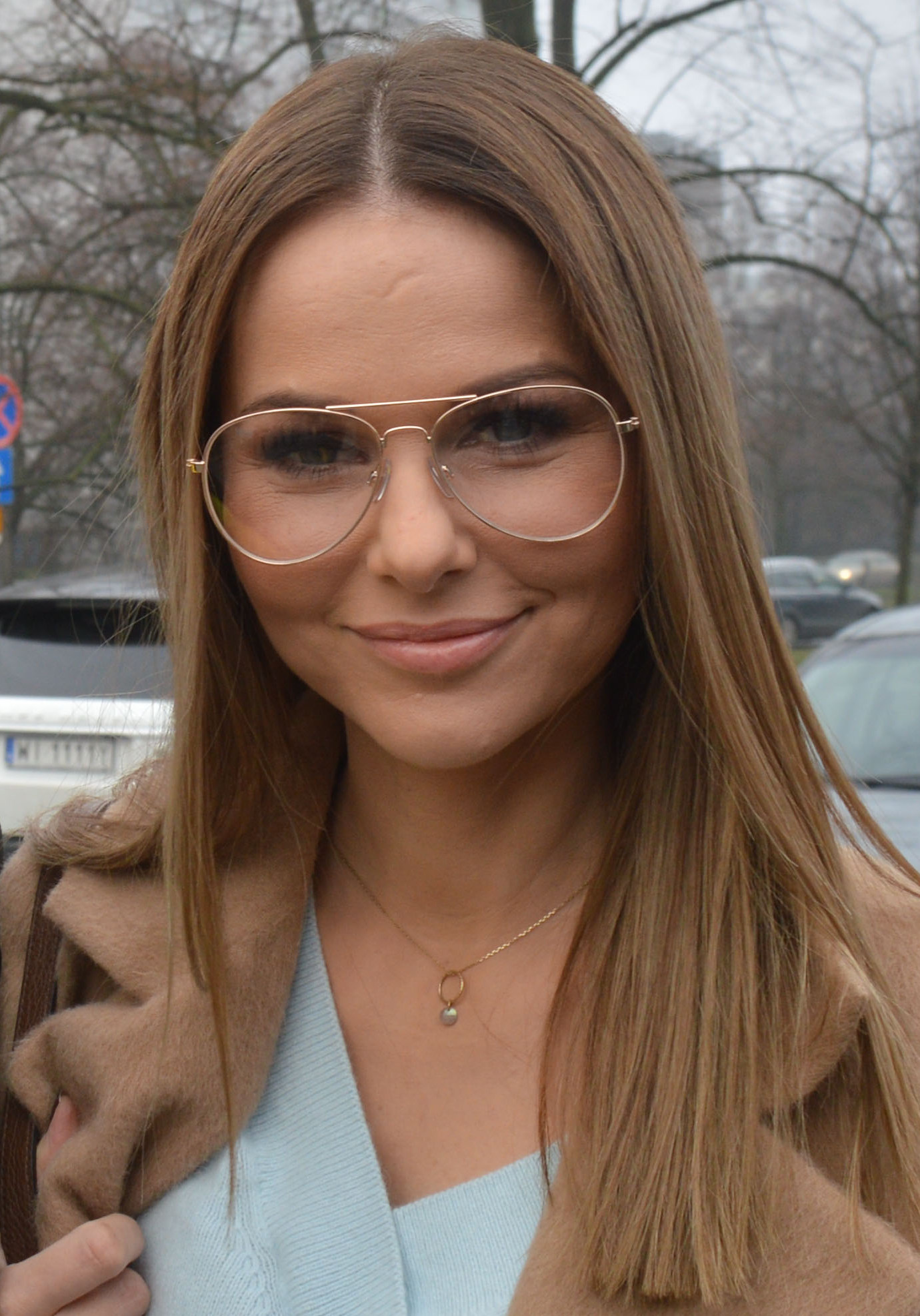
Paulina Sykut-Jeżyna

- Aleksandra Kostka
- Maja Popielarska
- Marzena Słupkowska
- Paulina Sykut-Jeżyna

### Komentator sportowy

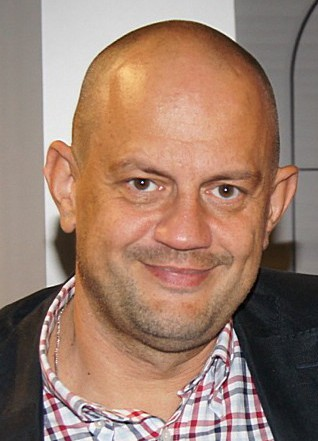
Jacek Laskowski
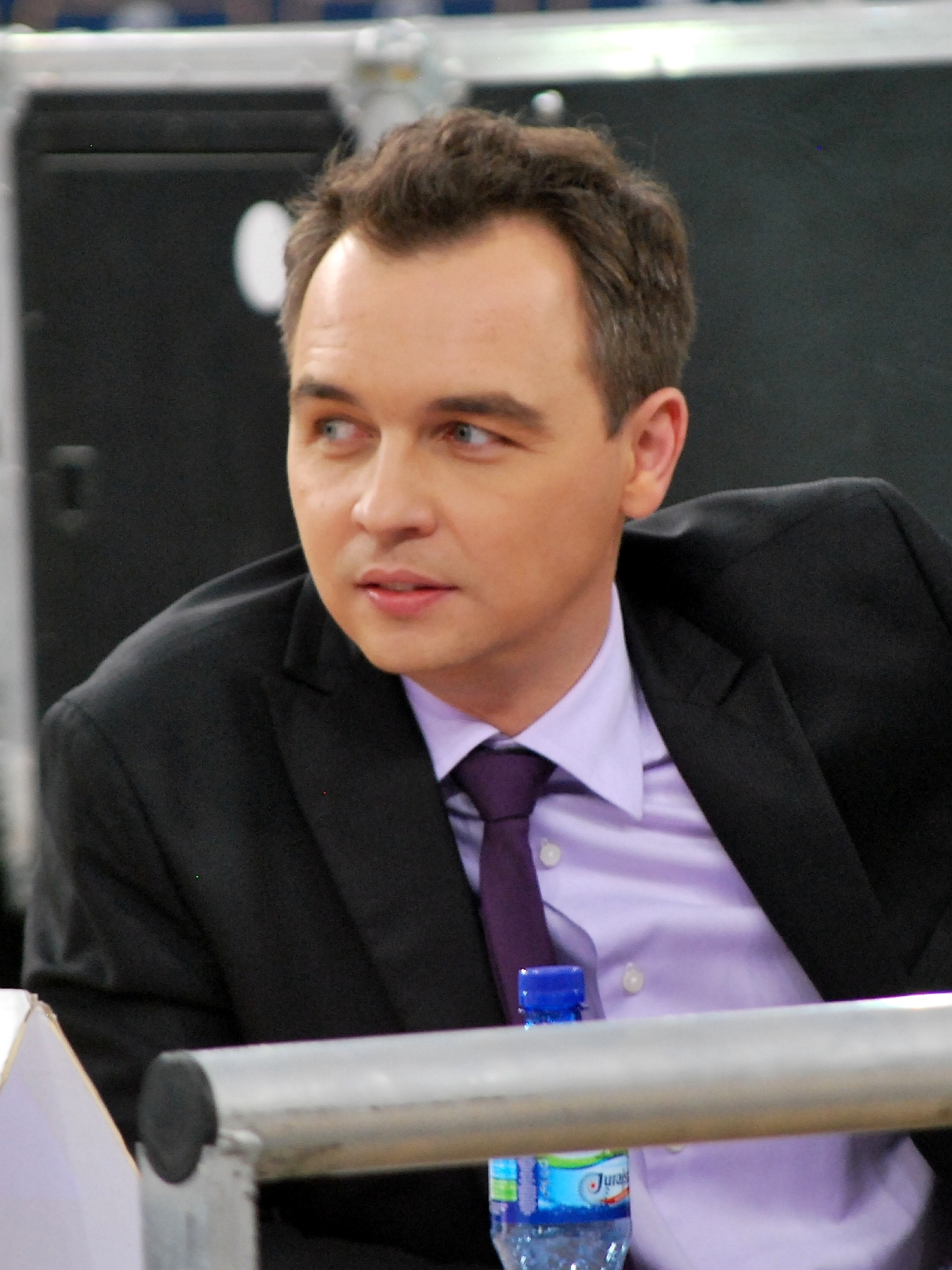
Jerzy Mielewski
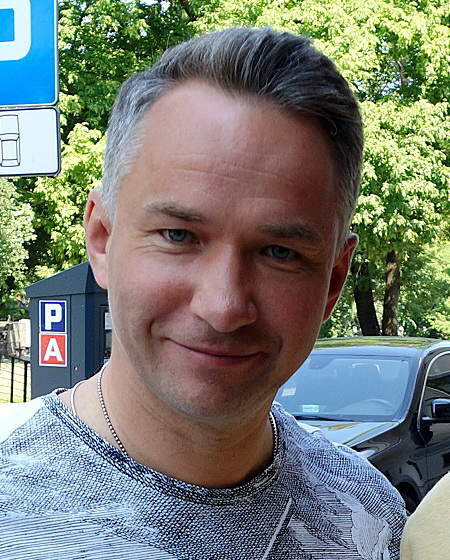
Rafał Patyra
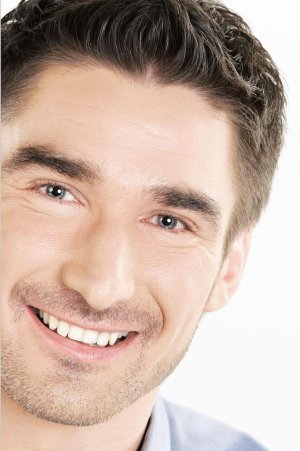
Sergiusz Ryczel
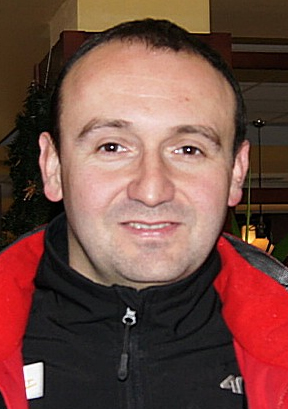
Sebastian Szczęsny

- Jacek Laskowski
- Jerzy Mielewski
- Rafał Patyra
- Sergiusz Ryczel
- Sebastian Szczęsny

### Juror
- Baron i Tomson
- Cleo
- Michał Malitowski
- Katarzyna Skrzynecka
- Anna Starmach

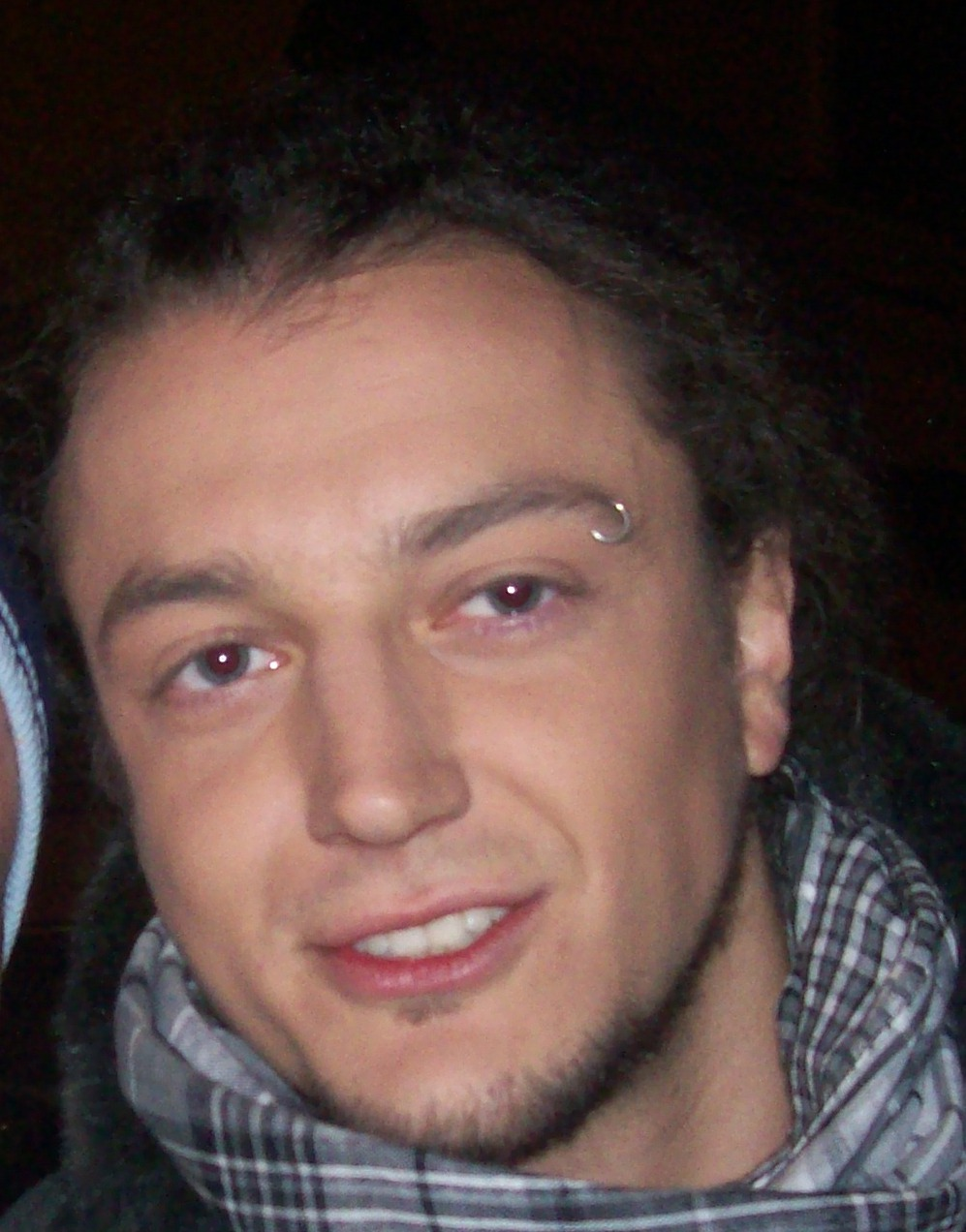
Baron
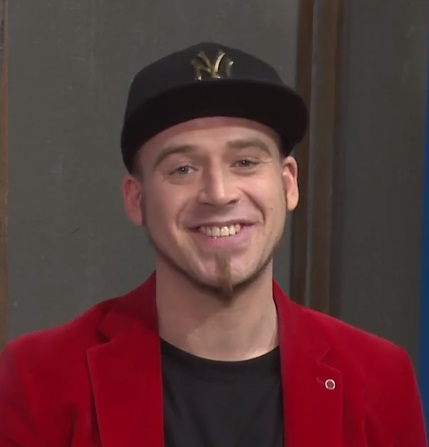
Tomson
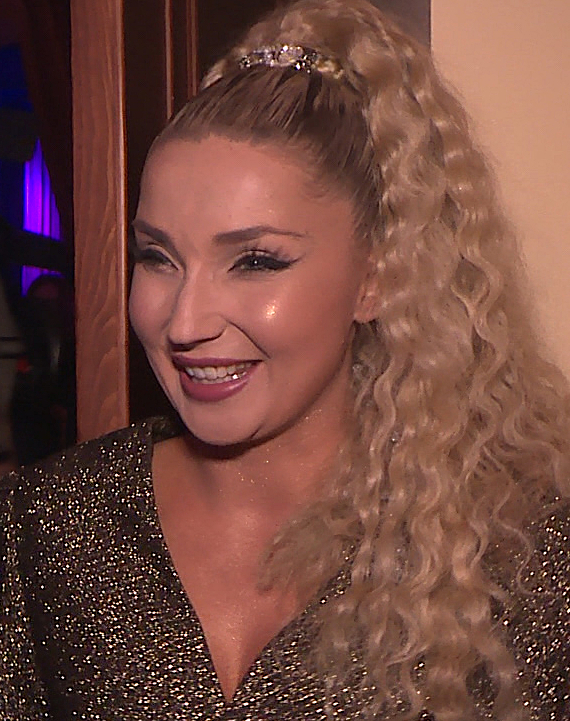
Cleo
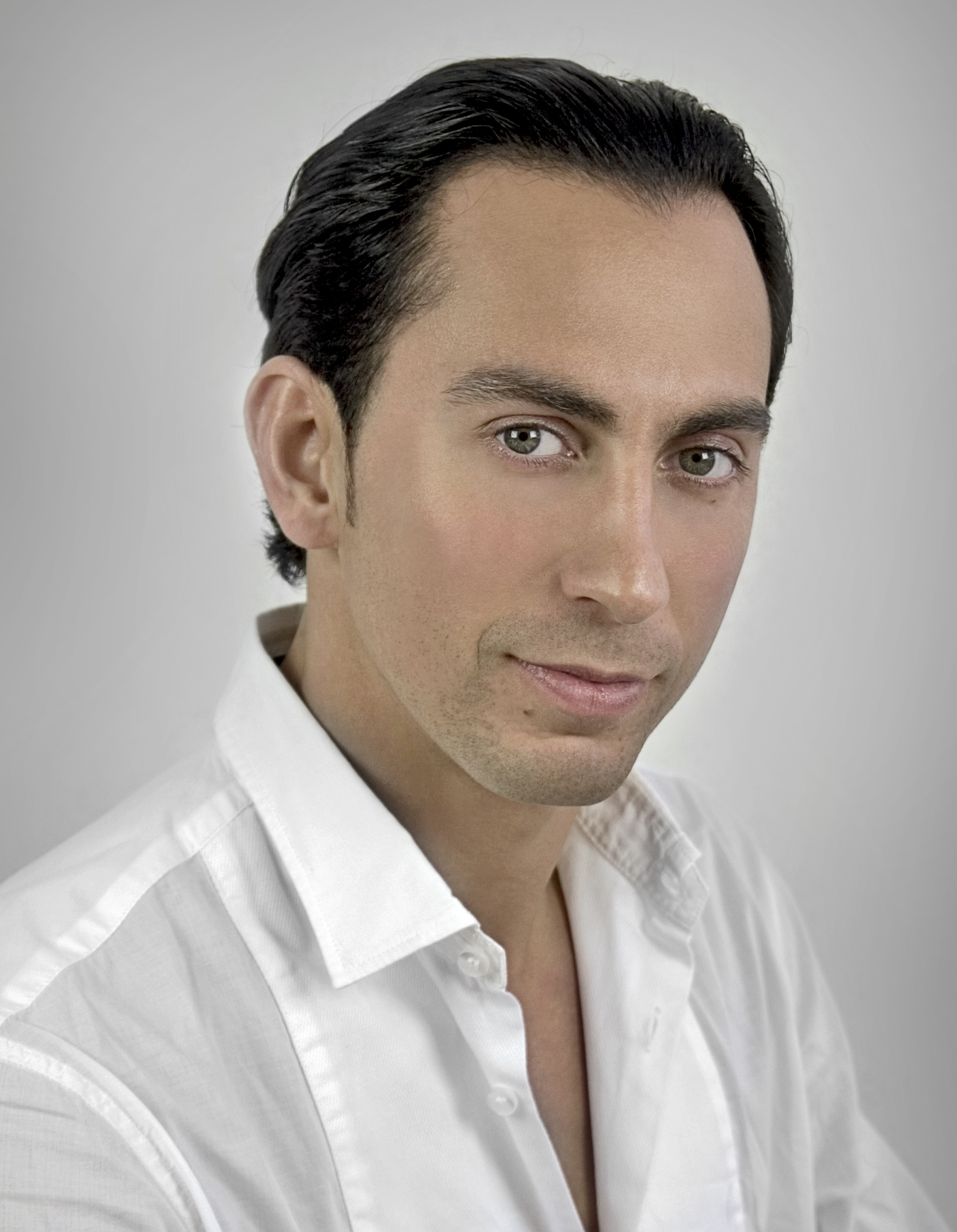
Michał Malitowski
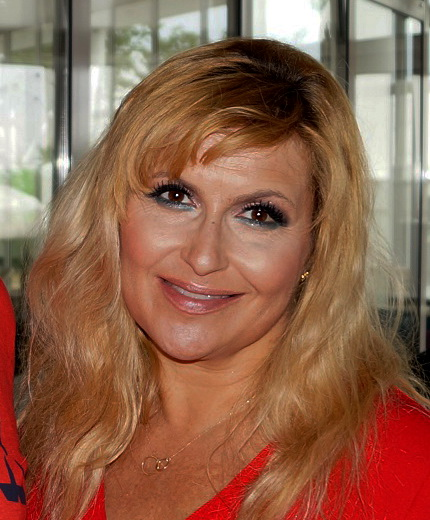
Katarzyna Skrzynecka
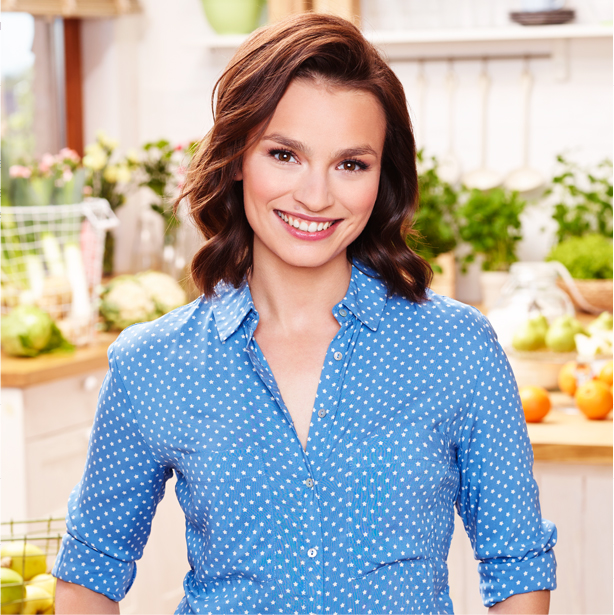
Anna Starmach

### Program rozrywkowy

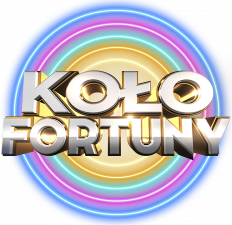
Koło Fortuny
- MasterChef
- Sanatorium miłości
- The Voice Kids
- Twoja twarz brzmi znajomo

- Koło Fortuny

### Serial fabularno-dokumentalny
- 19+
- Gliniarze
- Lombard. Życie pod zastaw
- Korona królów – taka historia
- Magazyn Kryminalny 997

### Nagroda magazynu Netfilm
- Czarnobyl
- Fleabag (2 seria)
- Gra o tron (8 seria)
- Stranger Things (3 seria)
- The Crown (3 seria)
- The Morning Show
- Wielkie kłamstewka (2 seria)

### Człowiek Roku
- Robert Lewandowski

### Produkcja Roku
- Tylko nie mów nikomu

### Nagroda specjalna
- Canal+

### Nagroda specjalna TV Puls
- Henryk Gołębiewski

## Złota Telekamera
- Ojciec Mateusz